# 福島中央電視台
株式會社福島中央電視（日语：／ Kabushiki-gaisha Fukushima Chūō Terebi */?），通稱福島中央電視台，簡稱FCT，是日本的一家以福島縣為播出地區的電視台，總部位於郡山市。福島中央電視台開播于1970年4月1日，是日本電視台聯播網（NNN、NNS）的成員。福島中央電視台的識別呼號為JOVI-DTV，遙控器號碼是4頻道。

## 資本構成
下表列出2021年3月31日時福島中央電視台的主要股東:276：
| 資本金  | 發行股份總數 | 股東數 |
| ------- | ------------ | ------ |
| 4億日元 | 800,000股    | 27     |

| 股東             | 持股數    | 比率   |
| ---------------- | --------- | ------ |
| 讀賣新聞東京本社 | 190,000股 | 23.75% |
| 日本電視控股     | 120,000股 | 15.00% |
| 讀賣光與愛事業團 | 61,000股  | 07.63% |
| 朝日新聞社       | 56,000株  | 07.00% |
| 郡山第一大廈     | 44,000株  | 05.5%  |
| 東邦銀行         | 40,000股  | 05.0%  |
| 會津商工信用組合 | 40,000股  | 05.0%  |

## 歷史
福島中央電視台的誕生可追溯至福島縣兩大地方報紙的爭執，以及福島縣第一家商業電視台福島電視台的誕生經緯。福島縣有《福島民報》（每日新聞系）和《福島民友》（讀賣新聞系）兩大地方報紙。1953年福島縣第一家商業電台福島電台開播時，福島民報占得先機。因此在第一家商業電視台開播時，福島民友一側寸步不讓，兩者激烈相爭，導致福島縣第一家商業電視台福島電視台在1963年才得以開播，是除了佐賀縣之外最晚開設商業電視的縣份:24。
1960年代後期，日本開放使用UHF頻率作為電視訊號傳播使用。福島縣因此得以開設第二家商業電視台。福島縣最大城市郡山市出現爭取將福島縣第二家商業電視台設在郡山市的運動:24。當時有11家業者申請獲得播出執照。在經過超過一年的調整之後，這些業者整合為福島中央電視台，並在1969年3月31日獲得預備播出執照:24。福島中央電視台將總部設在郡山市，也是日本第一家總部設在縣廳所在地以外城市的UHF電視台:24。同年5月20日，福島中央電視台舉辦發起人總會:24。12月23日，福島中央電視台發射了試驗電波:24。翌年2月1日，福島中央電視台開始試播:24。
1970年4月1日，福島中央電視台正式開播:24。在開播一個月之後的1970年5月舉辦的收視率調查時，福島中央電視台的黃金時段平均收視率有22.4%:28。開播第一年，福島中央電視台的營業額就超過9億日元，盈利達5,900萬日元:25。在開播之初，福島中央電視台定NET電視台（現朝日電視台）和富士電視台為核心局:24。但在開播第二年，富士電視台和日本電視台達成交換協議，福島中央電視台改以日本電視台和NET電視台為核心局:25。在交換核心局後，福島中央電視台的收視率大幅提升:29。1971財年，福島中央電視台的營業額增加22%:29。同年福島中央電視台實現棚內節目全部彩色化:29。在開播第二年的1972年，福島中央電視台舉辦了維也納少年合唱團郡山公演:30。福島中央電視台在1974年導入了彩色轉播車，強化節目製作能力:32。同年10月，福島中央電視台工會成立:32。福島中央電視台的營業額在1975財年超過20億日元，達25.28億日元:33。1979財年時，這一數字更達43億日元:25。
福島中央電視台的全日和夜間收視率在1976年首次全面超過福島電視台，成為福島縣收視率最高的商業電視台:34。翌年福島中央電視台在福島市亦設立攝影棚，強化節目製作體制:35。自1976年開始，福島中央電視台出版了《福島文庫》叢書，共50冊:36。這套叢書在1980年以《故鄉》名稱實現節目化，共播出52集:38。
隨著朝日電視台系列的福島放送在1981年開播，福島中央電視台同時成為日本電視台系列聯播網的完全加盟台:40。同時因對手增加導致的廣告費競爭激化，福島中央電視台在1982財年首次出現營業額減少:41。受到新台開播導致競爭激化的影響，福島中央電視台的營業額在1980年代長期停滯，在1988財年才超過1981財年的數字。利潤亦長期低迷，1989財年的淨利潤（7,700萬日元）不足1980財年（3.46億日元）的四分之一:198。1986年年底，福島中央電視台播出的時代劇《白虎隊》取得45.6%的平均收視率，在會津地區更取得高達71.1%的極高收視率:45。在1987年10月的收視率調查中，福島中央電視台獲得收視率三冠王:46。福島中央電視台在1988年修建了總部新館，並在同年更新了主控室設備:47。1992財年，福島中央電視台的營業額首次超過60億日元，達60.29億日元:53。1994財年，福島中央電視台首次獲得年度收視率三冠王:58。1996年，福島中央電視台開設了官方網站:59。2000財年，福島中央電視台創出迄今最高的營業額記錄，達69.34億日元:199。福島中央電視台迄今最高淨利潤記錄則是在2004財年達成，達3.86億日元:199。
福島中央電視台自2006年6月1日開始播出數位電視訊號:83。在開播數位電視的同時，福島中央電視台啟用了吉祥物「中視君」:84-85。由於廣告費減少和數位電視所需設備投資增加，福島中央電視台在2006財年出現開播後首次赤字:88。至2009財年，福島中央電視台連續四年出現虧損:199。
2011年日本東北地方太平洋近海地震時，福島中央電視台在地震發生的8分鐘後開始播出新聞特別節目:116，時長達62小時:122。地震翌日的3月12日，福島中央電視台獨家拍攝到福島第一核電廠1號爐發生氫氣冷卻劑爆炸的畫面，並在爆炸發生4分鐘後的15時40分播出這一新聞:114。因這次地震的影響，包括福島縣在內的東北地方三縣（另外兩縣是岩手縣、宮城縣）在2012年3月31日才停止播出類比電視訊號，比日本其它地區晚了8個月:141。
福島中央電視台自2012年開始連續獲得收視率三冠王:141。2015財年，福島中央電視台的營業額首次在福島縣商業電視各台中獲得第一:156。自2015年12月第4週開始至2018年9月第3週，福島中央電視台連續144週獲得收視率三冠王，創出日本電視業界的最長記錄:167。至2021年，福島中央電視台已經連續10年獲得家庭收視率三冠王。並且在2021年，福島電視台以全日4.8%、黃金時段9.2%、晚間時段8.3%的收視率獲得個人收視率三冠。2019年，福島中央電視台開發了官方app:171，下載次數至2020年6月已超過3萬次:107。在開播50週年的2020年，福島中央電視台啟用了新商標:174-175。
福島中央電視台舉辦過眾多大型活動。1986年至1998年，福島中央電視台舉辦過13次福島進口博覽會:43。1980年至2017年舉辦的FCT兒童畫展舉辦長達38年，參選展品曾超過一萬幅:65。1999年舉辦的第一屆福島國際蘭展吸引8.46萬人參觀:64。2010年，為慶祝開播40週年，福島中央電視台舉辦了「FCT祭」:98-99。在開播45週年的2015年，福島中央電視台舉辦了「中視祭」（中テレ祭り），吸引超過2.6萬人參加:154-155。

## 節目
福島中央電視台自開播當天就開始播出自製新聞節目《FCT廣角新聞》。該節目最初時長為15分，啟用來自縣北、縣南、會津、濱通四地的素人播報新聞，引發話題:28。1976年，福島中央電視台開始在午前11時30分播出15分的新聞節目《FCT新聞環島》:34。1983年至1988年，福島中央電視台的平日傍晚自製新聞節目是《NNN福島Today》:42。1988年至1994年，福島中央電視台的傍晚自製新聞節目則是《NNN News Plus1福島》:47。1994年開始，福島中央電視台在傍晚播出時長達2小時的大型自製資訊節目《5時電視快線》，也是東北地方各台第一個2小時自製帶狀資訊節目:56。該節目在1997年的平均收視率達12%:60，首次獲得同時段各台收視率第一:56。2008年後，《5時電視快線》改版為《5時電視Chu !》，時長延長至3小時:90。自2013年開始，該節目在週日傍晚播出派生版《5時電視×Sun!》。1984年:43、1992年:53，福島中央電視台均獲得了NNN年間賞。2012年，憑藉對日本東北地方太平洋近海地震的報道，福島中央電視台獲得了NNN年間最優秀賞:141。
1971年4月，福島中央電視台開始在週一至週五播出時長45分的帶狀自製Wide Show節目《夫人!11時了》，在日本的地方電視台開創先河:25。該節目在1976年被《福島11時》取代:34。作為開播45週年紀念事業的一部分，福島中央電視台在2016年製作播出了電視劇《蜀葵開花的時候〜會津的結婚〜》。這也是福島縣的商業電視台首次製作電視劇。該電視劇獲得了日本民間放送聯盟賞電視劇部門優秀賞:160-161。2020年，為慶祝開播50週年，福島中央電視台第二次製作電視劇《海濱的朝日和騙子們》。這部作品獲得了2021年日本民間放送聯盟賞電視劇部門最優秀賞。

## 註释
1. ↑  但佐賀縣大部分地區可接收到福岡縣的電視台訊號，因此實際上可視福島縣為最晚可收看商業電視的縣份。
2. ↑  「三冠」指全日（6:00-24:00）、黃金時間（19:00-22:00）、晚間時段（19:00-23:00）三個時段皆獲得收視率第一。

## 外部連結
- 福島中央電視台 （页面存档备份，存于）
- 福島中央テレビ スタッフ情報的X（前Twitter）
- 福島中央テレビ番組情報的X（前Twitter）
- 福島中央テレビ イベント情報的X（前Twitter）
- 福島中央電視台的Facebook專頁
- 福島中央電視台的Instagram帳戶
- YouTube上的福島中央電視台頻道
- YouTube上的中テレChuTube頻道